# Kwame Addo-Kufuor

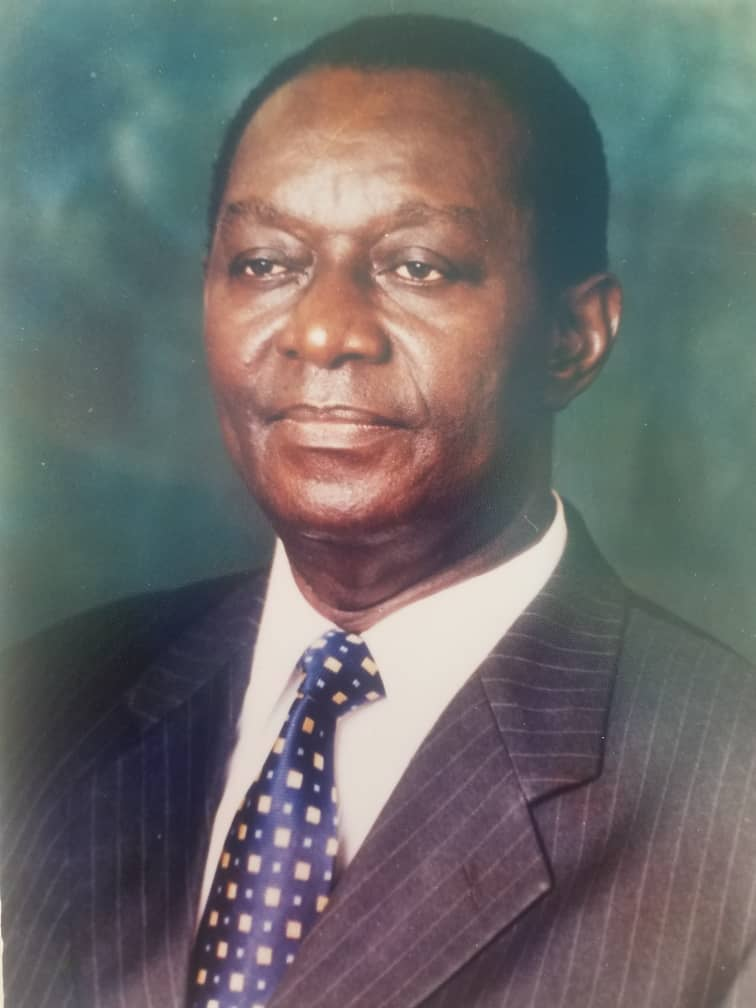
Kwame Addo-Kufuor, 2019

Kwame Addo-Kufuor (* 14. Juli 1940 in Kumasi) ist ein ghanaischer Politiker aus der Region Ashanti. Er war bis zum 31. Juli 2007 Verteidigungsminister in Ghana, Mitglied des ghanaischen Parlaments für den Wahlkreis Manhyia und ist der Bruder von Präsident John Agyekum Kufuor.

## Ausbildung
Er war Schüler der Achimota School und studierte Medizin an der University College Hospital Medical School in London.
1970 machte er in Medizin an der Universität in Cambridge, Großbritannien seinen Abschluss. Weitere Studien absolvierte er an der Middlesex Medical School Hospital London, Großbritannien im Jahr 1975 und arbeitete daraufhin in mehreren Krankenhäusern in Großbritannien wie dem West Suffolk General Hospital, Edmonds; St. Charles Hospital, London; Old Church Hospital, Essex und St. Helhers Hospital London.

## Positionen als Mediziner
Der promovierte Arzt Addo-Kufuor hatte eine Vielzahl von Positionen inne, insbesondere war er Mitglied der Vereinigung der Medizinstudenten des Jesus (Medical Students Association of Jesus College) in Cambridge; ehemaliger Vorsitzender in der Jesus College United Nations Students Association; Nationaler Präsident der Ghana Medical Association, und Repräsentant für West Afrika bei der Konföderation der Afrikanischen Medizinischen Vereinigungen (Confederation of African Medical Associations). Addo-Kufuor war Inspektor der Bachelor-Examen in Medizin an der University of Ghana Medical School und Mitglied des Vorstandes der Prüfungskommission für ausländische Ärzte, die sich um eine Anstellung in Ghana bewerben.

## Positionen als Politiker
Addo-Kufuor war am Gefängnisrat in Ghana (Prisons Council of Ghana) beteiligt. Ferner war er Mitglied des Nationalrates der New Patriotic Party (NPP) und Vorsitzender des Gesundheitskomitees der NPP.
Er ist Mitglied des Gesundheitskomitees. Addo-Kufuor war Arzt in der Kufuor Klinik in Kumasi und Teilzeitprofessor an der School of Medical Sciences, an der Kwame Nkrumah University of Science and Technology.
Seine Position als Verteidigungsminister gab er im Juli 2007 auf, um als Kandidat der NPP bei den Präsidentschaftswahlen 2008 als Nachfolger seines Bruders John Agyekum Kufuor antreten zu können.

## Publikationen
- Safe Motherhood in the Upper West Region of Ghana, GMA Publication, Editor,
- Propranolol, Diazepam and their Combination in the Management of Chronic Anxiety in the Ghanaian Patient, Health For all by the Year 2000, Ghana Medical a Journal 1993-94 Volume 27-28.